# Forsvundet sporløst (tv-serie)
Forsvundet sporløst (originaltitel Without a Trace) er en amerikansk tv-serie om FBIs New York-enhed for savnede personer. Hver episode følger særevanligvis efterforskningen rundt en persons forsvinding. Første episode af serien blev vist på CBS 26. september 2002, mens sidste episode blev vist på samme kanal 19. maj 2009.

## Medvirkende
- Anthony LaPaglia – Specialagent John Michael «Jack» Malone
- Eric Close – Specialagent Martin Fitzgerald
- Marianne Jean-Baptiste – Specialagent Vivian Johnson
- Poppy Montgomery – Specialagent Samantha «Sam» Spade
- Enrique Murciano – Specialagent Danny Taylor
- Roselyn Sanchez – Specialagent Elena Delgado